# 9288 Santos-Sanz
9288 Santos-Sanz è un asteroide della fascia principale. Scoperto nel 1981, presenta un'orbita caratterizzata da un semiasse maggiore pari a 2,1804050 au e da un'eccentricità di 0,1967656, inclinata di 1,23506° rispetto all'eclittica.
L'asteroide è dedicato all'astrofisico spagnolo Pablo Santos-Sanz.